# Brăila (županija)
Brăila (IPA: [brə.'i.la]) županija nalazi se u jugoistočnoj Rumunjskoj u povjesnoj pokrajini Munteniji. Glavni grad županije Brăila je grad Brăila.

## Demografija
Po popisu stanovništva iz 2002. godine na prostoru županije Brăila živjelo je 373.199 stanovnika, dok je prosječna gustoća naseljenosti 86 stan/km².
- Rumunji - 98%[1]
- Romi, Rusini, Lipovani, Cincari i ostali.

| Godina | Ukupno stanovnika |
| ------ | ----------------- |
| 1948.  | 271.251           |
| 1956.  | 297.276           |
| 1966.  | 339.954           |
| 1977.  | 377.954           |
| 1992.  | 392.031           |
| 2002.  | 373.174           |

## Zemljopis
Županija Brăila ima ukupno površinu od 4.766 km ².
Županija se nalazi na ravnome platou, koji je pogodan za uzgoj žitarica.
Na istočnom dijelu županije nalazi se rijeka Dunav koja sa svojim kanalima čini otok Velika Brăila. Na sjevernoj strani nalazi se Siret rijeka, a na sjeverozapadnoj strani nalazi se rijeka Buzău.

#### Susjedne županije
- Tulcea na istoku.
- Buzău na zapadu.
- Galaţi i Vrancea na sjeveru.
- Ialomiţa i Constanţa na jugu.

## Gospodarstvo
Poljoprivreda je glavna gospodarska grana u županiji. Industrija je gotovo u potpunosti koncentrirana u gradu Brăila.
Glavne gospodarske grane u županiji su:
- prehrambena industrija,
- tekstilna industrija,
- strojarska industrija.

## Administrativna podjela
Županija Brăila podjeljena je na jedan municipij, tri grada i 40 općina.

### Municipiji
- Brăila

### Gradovi
- Ianca
- Însurăţei
- Făurei

### Općine
| - Bărăganul - Berteştii de Jos - Bordei Verde - Cazasu - Chiscani - Ciocile - Cireşu - Dudeşti - Frecăţei - Galbenu | - Gemenele - Grădiştea - Gropeni - Jirlău - Măraşu - Măxineni - Mircea Vodă - Movila Miresii - Racoviţa - Râmnicelu | - Romanu - Roşiori - Salcia Tudor - Scorţaru Nou - Siliştea - Stăncuţa - Surdila-Găiseanca - Surdila-Greci - Şuţeşti - Tichileşti | - Traian - Tudor Vladimirescu - Tufeşti - Ulmu - Unirea - Vădeni - Victoria - Vişani - Viziru - Zăvoaia |